# Kelly Ogden
Kelly Ann Odgen (8 september 1979) is een Amerikaanse zangeres en actrice. Ze is de zangeres van de poppunk-band The Dollyrots.

## Actrice
Kelly Ogden was te zien als actrice in de volgende programma's en films